# برندن کورنر (کالیفرنیا)
برندن کورنر (به انگلیسی: Brandon Corner) یک منطقهٔ مسکونی در ایالات متحده آمریکا است که در شهرستان ال دورادو، کالیفرنیا واقع شده‌است. برندن کورنر ۲۲۸ متر بالاتر از سطح دریا واقع شده‌است.